# Åse Kleveland
Åse María Kleveland (Estocolmo, 18 de marzo de 1949) es una cantante folk y política sueco-noruega. 
Fue ministra de Cultura de Noruega entre 1990 y 1996, representando al Partido Laborista Noruego bajo la administración de Gro Harlem Brundtland. Fue también presidenta del Instituto sueco de cine entre el 2000 y el 2006.
En junio de 2007 se convirtió en la directora del Human-Etisk Forbund, una organización humanitaria noruega.

## Biografía
Nacida en Suecia, se trasladó a Noruega en 1956. En una entrevista de 1977 describió cómo sus padres compartían las tareas del hogar, y que posteriormente ella y su entonces marido Svenolov Ehrén, un artista sueco, hicieron lo mismo. En la actualidad, está casada con el director de cine Oddvar Bull Tuhus.
Kleveland domina varios idiomas: noruego, sueco, inglés, francés y japonés. También estudió derecho.

## Carrera musical
Como cantante, es famosa por su voz oscura, tipo cantante de soul. Además de cantar, toca la guitarra y ha compuesto canciones. Paralelamente a su carrera en solitario, formó parte también del grupo de vispop Ballade!.
Comenzó tocando guitarra clásica a los ocho años y dos años después debutó en un programa de radio. Su primera interpretación dentro del estilo vispop fue en un espectáculo de Erik Bye cuando tenía 13 años. Su primer disco lo realizó a los 15 años, y con el segundo se convirtió en uno de los pioneros el entonces emergente género del vispop. Su carrera la llevó a actuar en París y durante un periodo de tiempo alternó sus estudios de secundaria en Lillestrøm, al norte de Oslo, con su trabajo musical en la capital francesa. Con 17 años realizó una gran gira por Japón que incluyó varios programas de televisión y la grabación de cuatro temas en japonés.
En 1966, representó a Noruega en el Festival de Eurovisión con la canción "Intet er nytt under solen" (No hay nada nuevo bajo el sol), alcanzando el tercer puesto. Rompió una tradición entre las intérpretes femeninas al vestir un traje de chaqueta en vez de un vestido.
En 1986 presentó el primer Festival de Eurovisión celebrado en Noruega (en la ciudad de Bergen) tras la victoria en 1985 de Bobbysocks. De 1979 a 1987 fue la presidenta de la Asociación noruega de músicos.